# Naturdenkmal Krügersdorfer Eichen

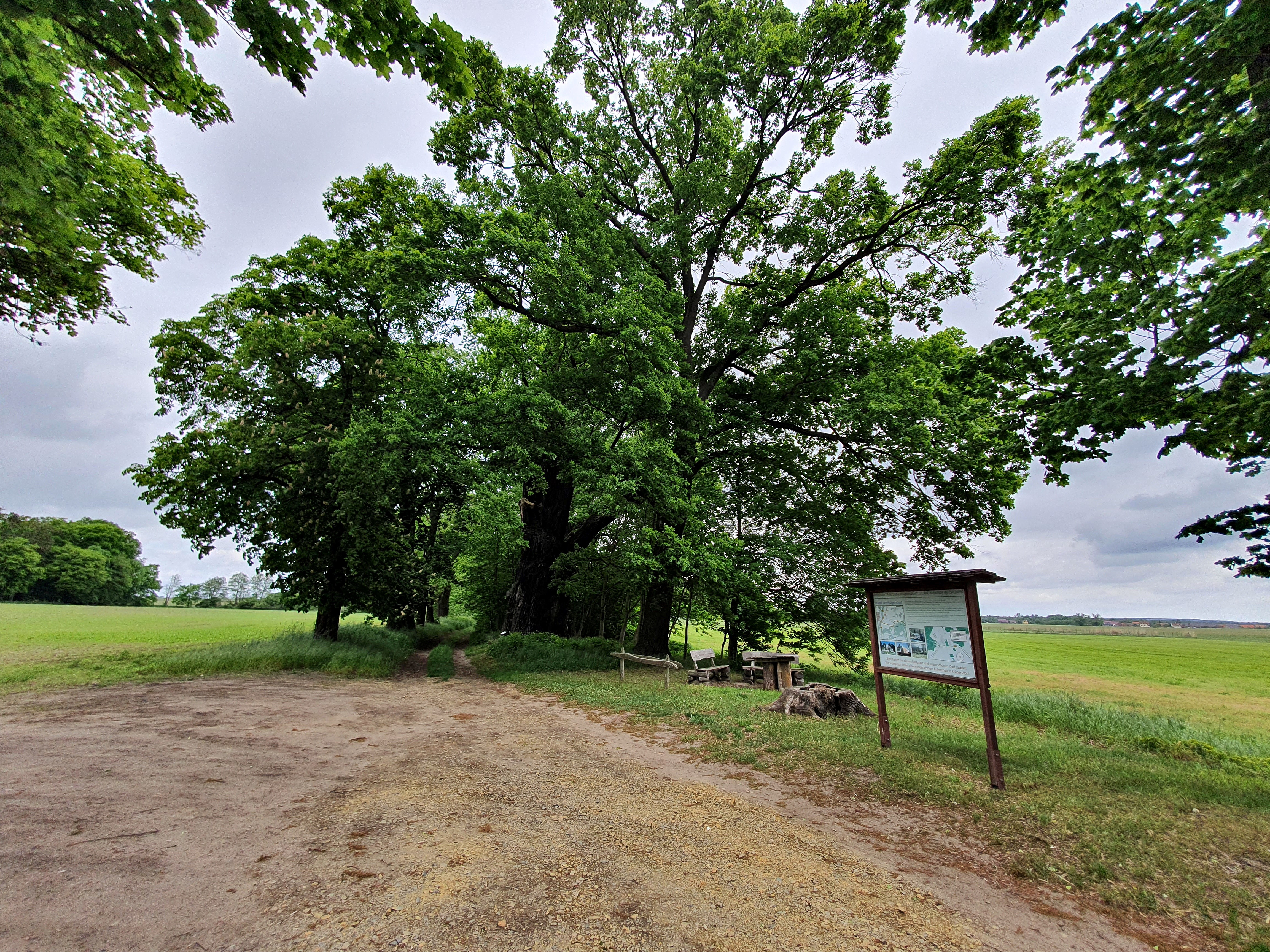
Rastplatzansicht

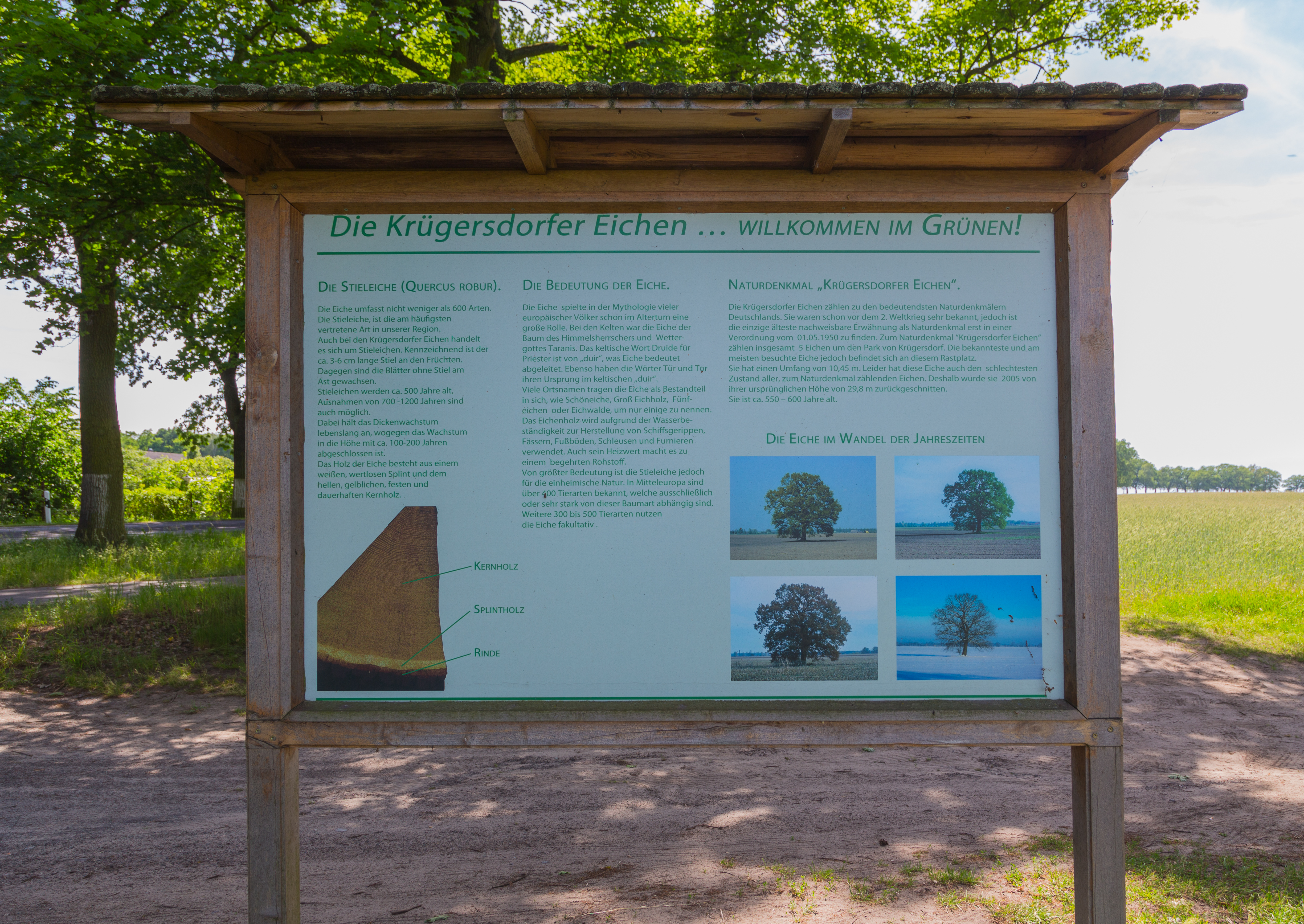
Infotafel

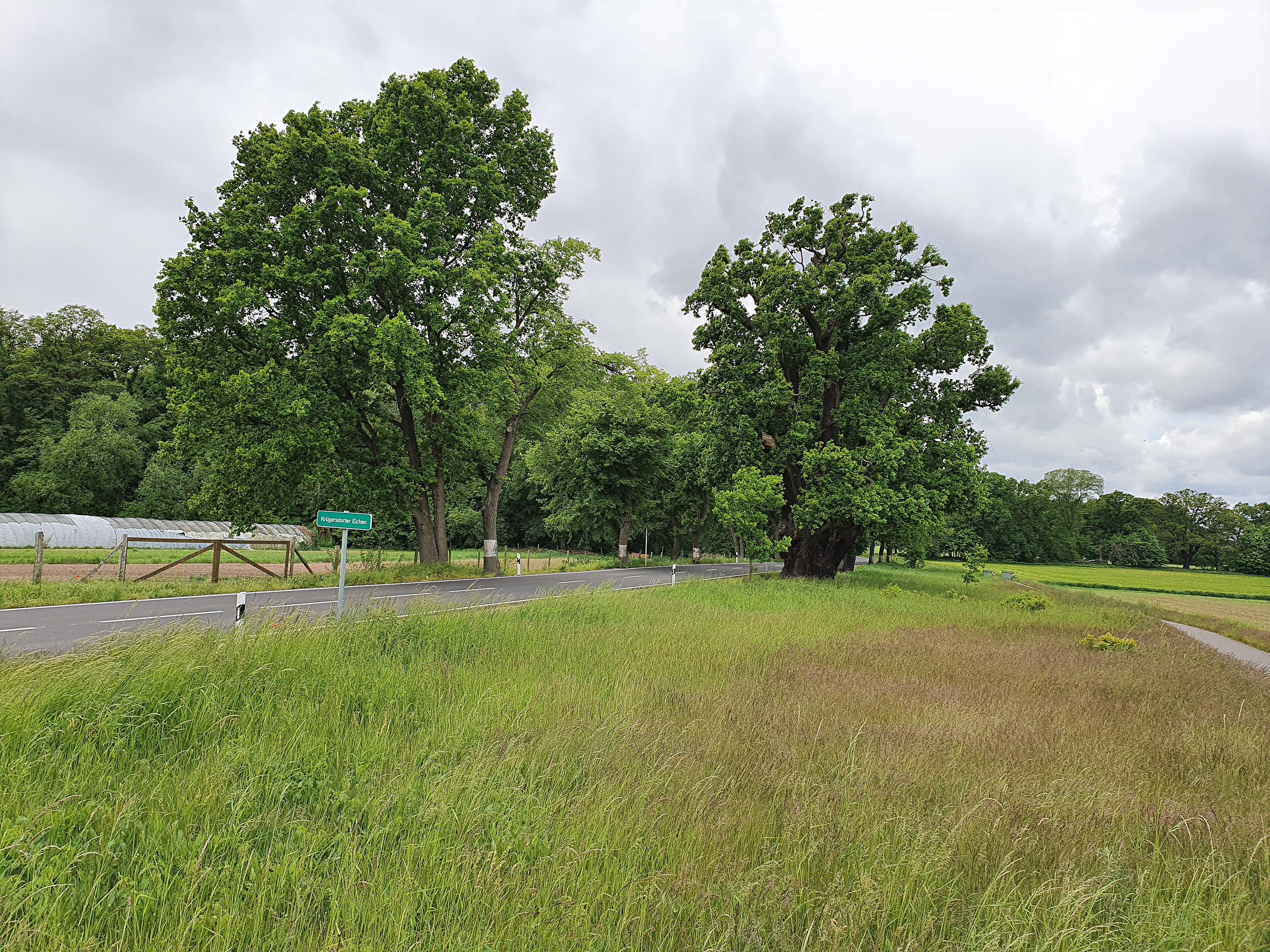
Baumreihe an der B246

Das Naturdenkmal Krügersdorfer Eichen bestand bisher aus fünf Stieleichen, die etwa 350 Meter westlich von Krügersdorf im Landkreis Oder-Spree (Brandenburg) an der B 246 stehen. Die Huteeichen sind Teil einer alten Allee, die von Krügersdorf nach Beeskow führt, und rund 550 bis 600 Jahre alt sein dürften. Die stärkste der Eichen, die Dicke Eiche, ist etwa 22 Meter hoch und hat einen Stammumfang von 10,45 Metern. Um Radwandern und Touristen die Gelegenheit eines Besuchs der Eichen zu ermöglichen, wurde ein Rastplatz (⊙) mit Informationstafeln eingerichtet.
Die fünf Eichen sind seit dem 15. Mai 1950 geschützt, dazu zählten die vier Eichen an der B246 und die Dicke Eiche. Am 31. Juli 1974 wurden weitere Eichen südlich der Dicken Eiche unter Schutz gestellt, sie zählen jedoch funktional zum eher Krügersdorfer Park. Eine davon steht allerdings direkt gegenüber dem Rastplatz an der B 246 und wird mit zum Naturdenkmal gezählt. Die Begräbnis-Eiche im Ort erhielt ihren Namen, weil die Leichenzüge auf dem Weg zum Friedhof an ihr anhielten und eine Gedenkminute einlegten. Somit besteht das Naturdenkmal nunmehr aus zusammen sieben Bäumen mit folgenden Standorten:
| Name             | Stammumfang    | Lage | Standortbeschreibung                                                                           |
| ---------------- | -------------- | ---- | ---------------------------------------------------------------------------------------------- |
| Dicke Eiche      | 10,26 m (2016) | ⊙    | am Feldweg nördlich B 246, eingerückt in einen Kastanienallee, ca. 25 m nördlich vom Rastplatz |
| Bouquet-Eiche    | 8,77 m (2016)  | ⊙    | Nordseite der B 246, östlichster Baum am Anfang der Allee                                      |
| westliche Eichen | 6,68 m (2016)  | ⊙    | Nordseite der B 246, westliche 2 Eichen ca. 25 m westlich von Mittlere Eiche                   |
| mittlere Eiche   | 6,00 m (1988)  | ⊙    | Nordseite der B 246, ca. 10 m westlich von Bouquet-Eiche                                       |
| südliche Eiche   | ca. 6,00 m     | ⊙    | Südseite der B 246, gegenüber Rastplatz                                                        |
| Trauer-Eiche     | 6,42 m (2016)  | ⊙    | (auch als Begräbnis-Eiche bezeichnet) an der Straßengabelung B 246-K 6714 nach Reudnitz        |

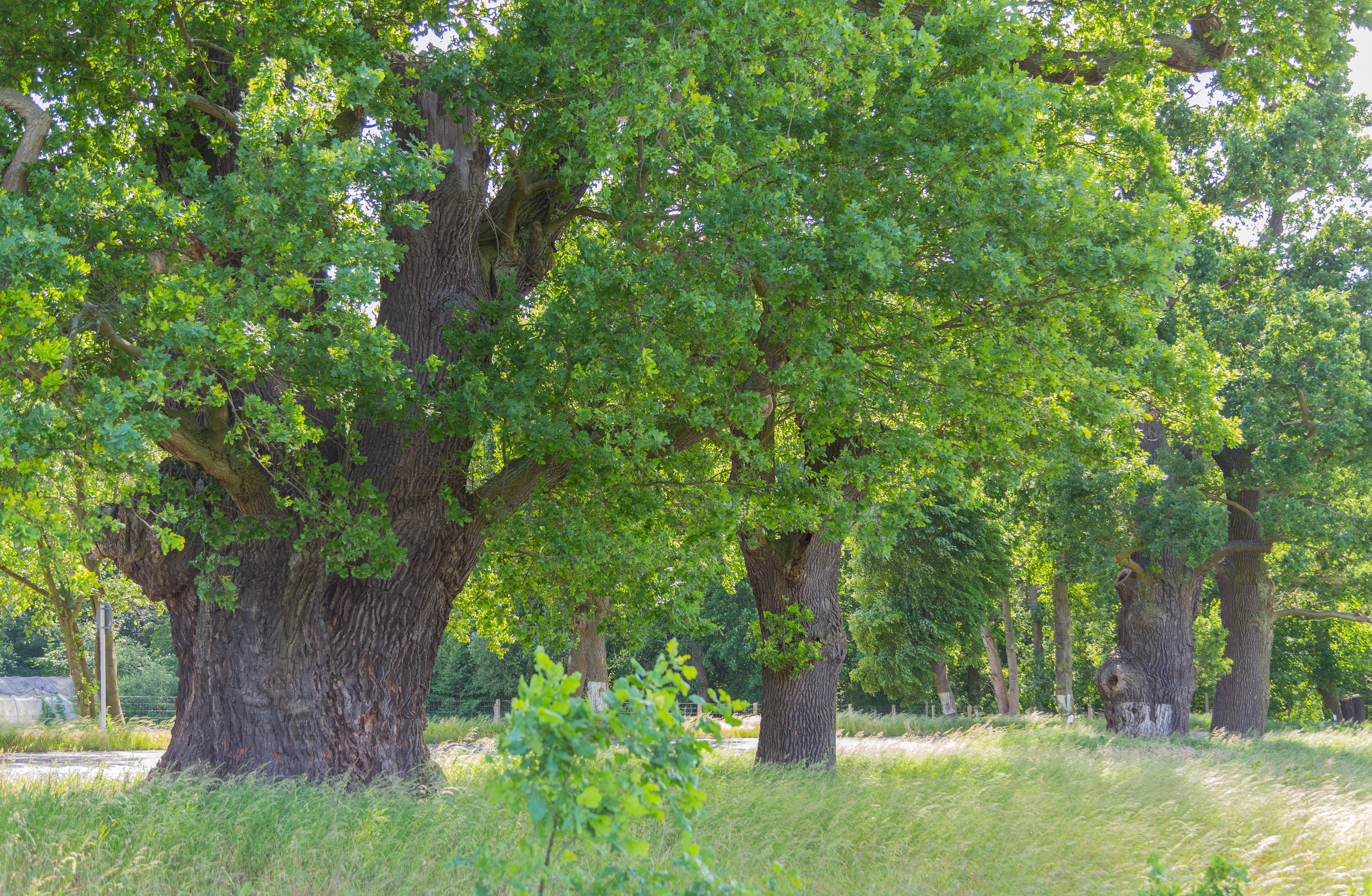
Baumreihe an der B246
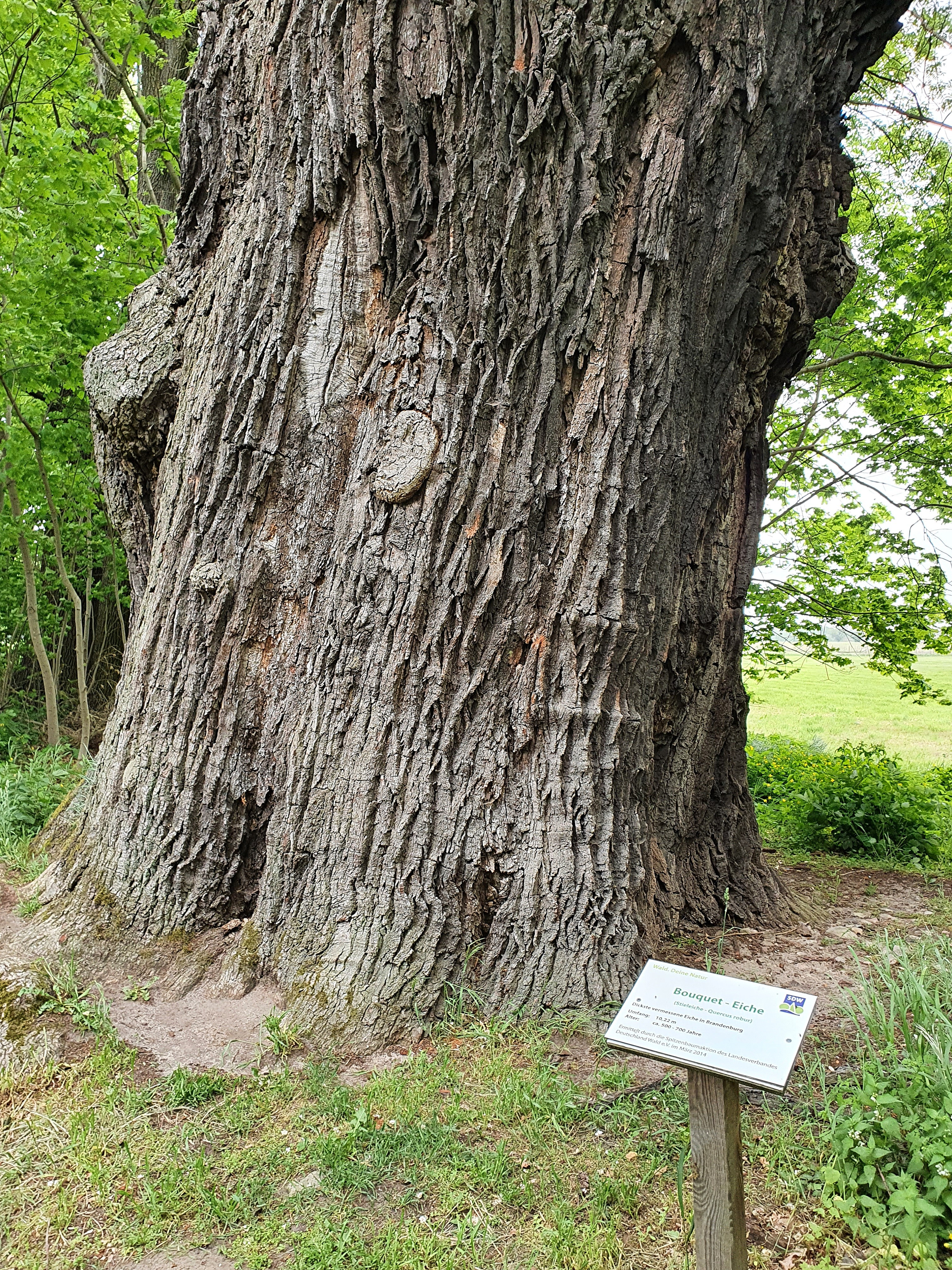
Dicke Eiche
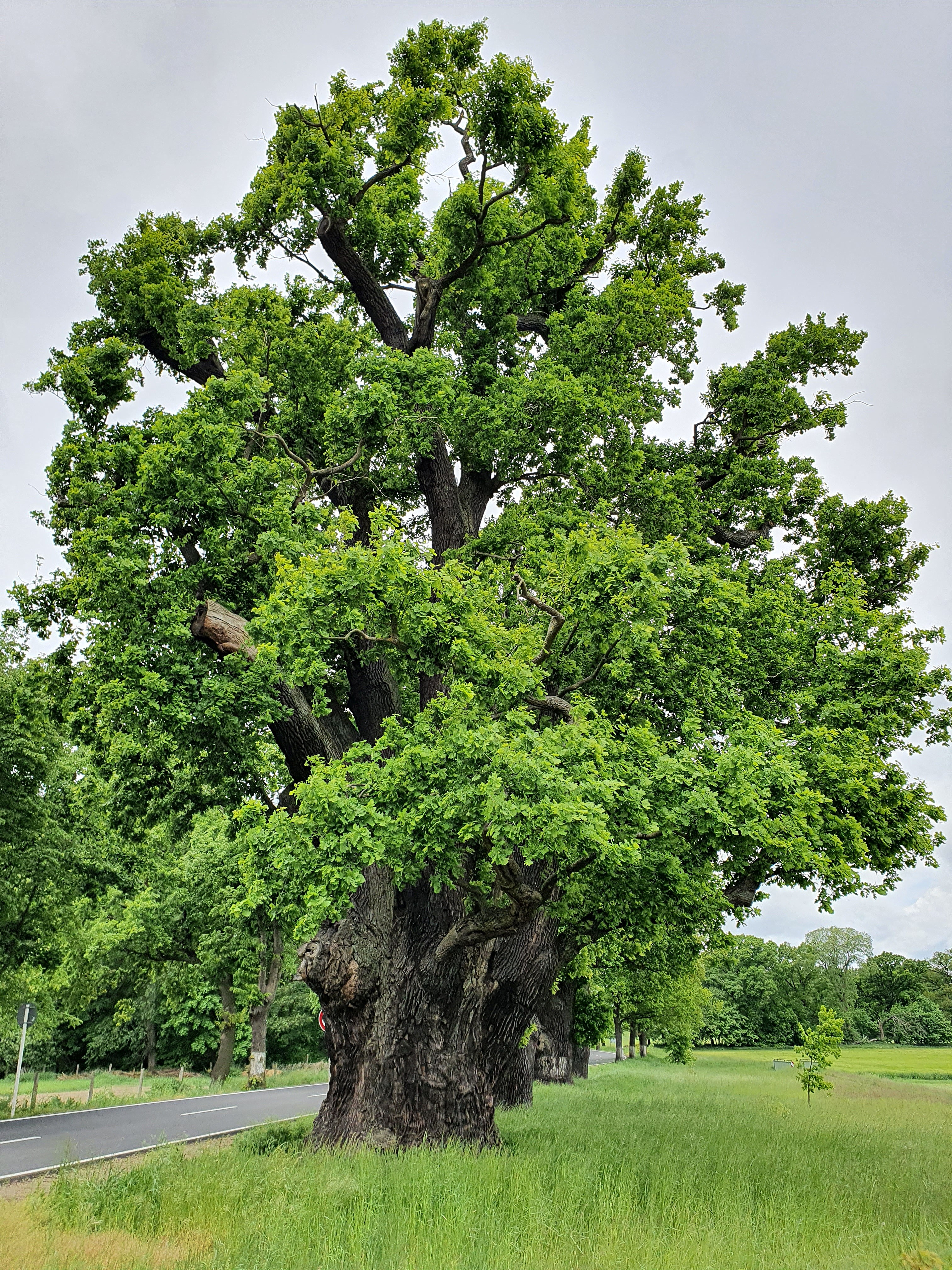
Bouquet-Eiche
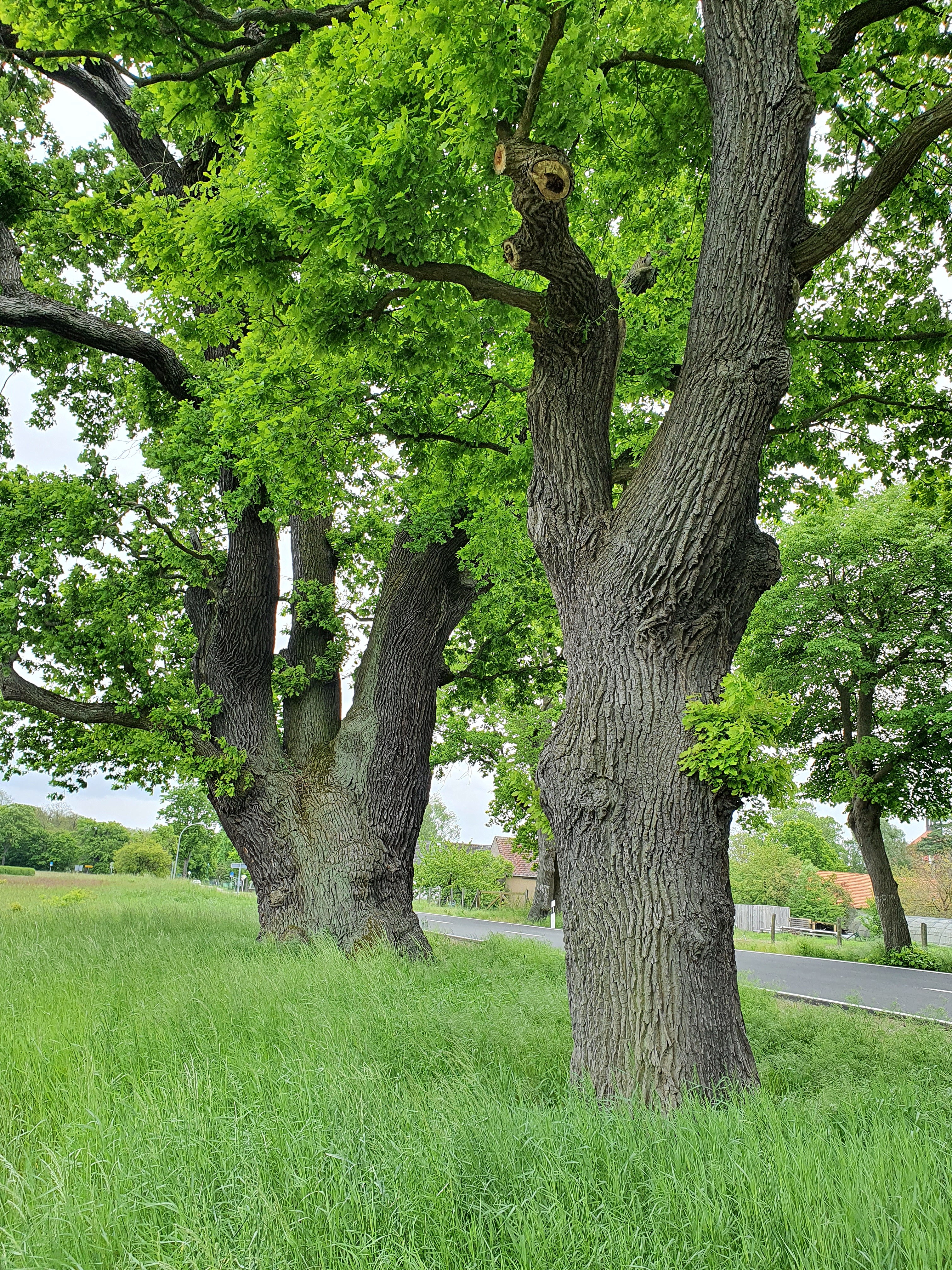
Mittelbaum
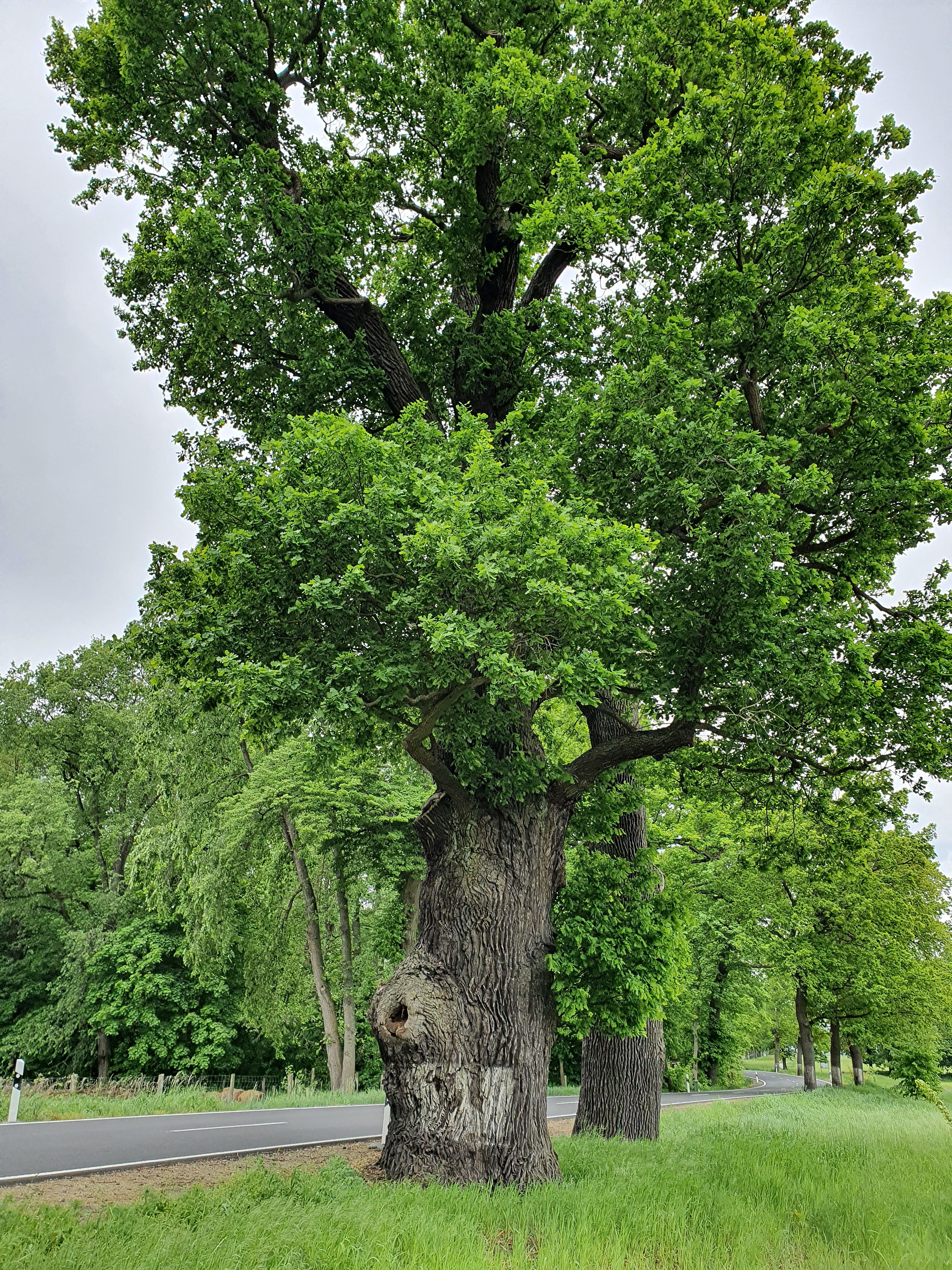
Die zwei westlichen Eichen
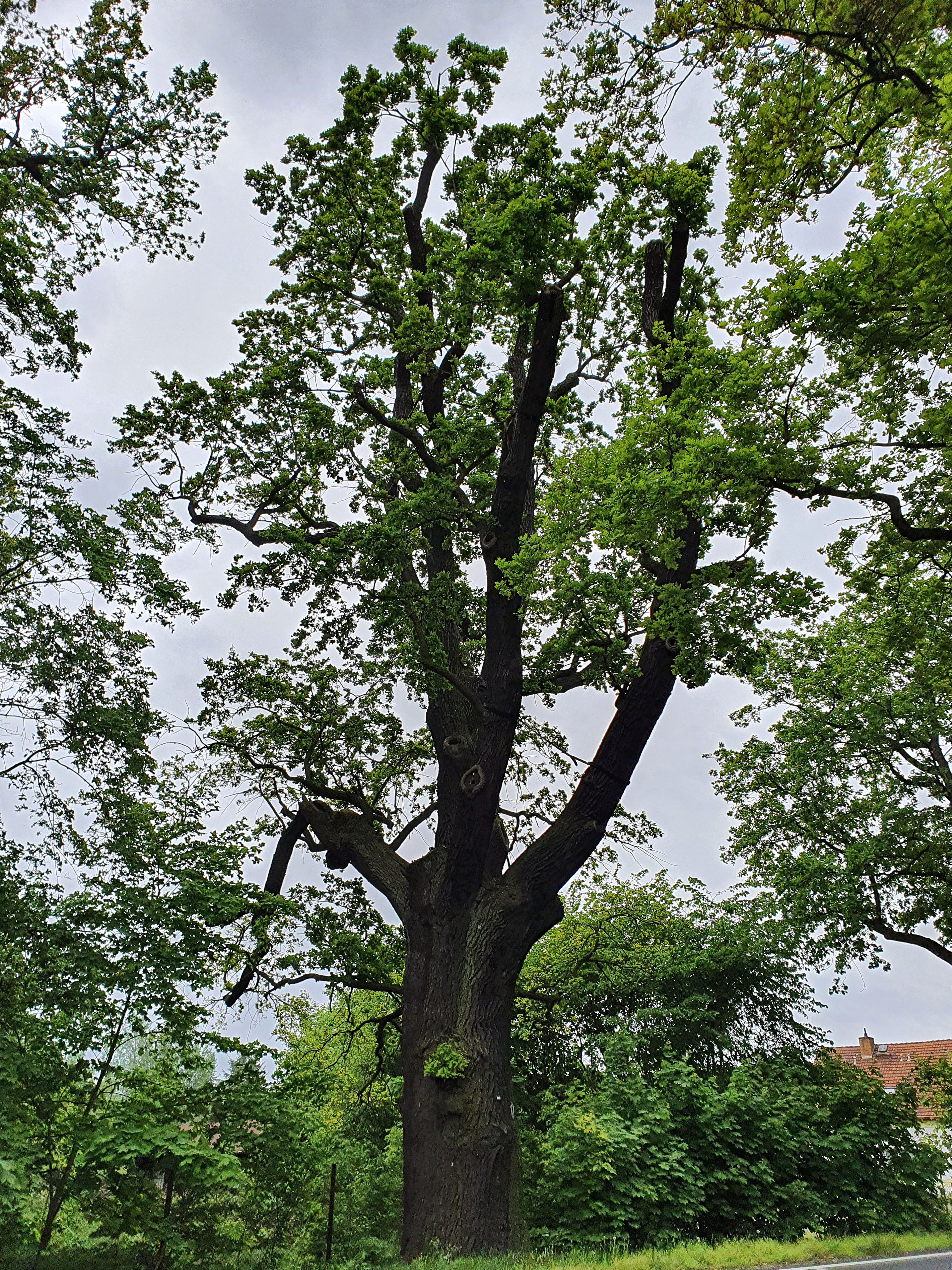
Südliche Eiche